# Oreobambos buchwaldii
Oreobambos buchwaldii är en gräsart som beskrevs av Karl Moritz Schumann. Oreobambos buchwaldii ingår i släktet Oreobambos och familjen gräs. Inga underarter finns listade i Catalogue of Life.